# 白进勋
白进勋（1931年—1988年），男，陕西横山人，中华人民共和国政治人物，曾任中共陕西省委常委兼组织部部长，中共陕西省委统战部部长，陕西省政协副主席。